# Days of Rising Doom
Days of Rising Doom es el álbum debut y único del supergrupo de Metal progresivo Aina lanzado el 25 de septiembre de 2003.

## Historia
El álbum cuenta la historia de la tierra de Aina, después de la muerte del Rey Taetius y de que su hijo, Torek, tomó el trono. La historia comienza con una alerta enviada al Rey Taetius (Damian Wilson) por Los Profetas para alertarlo de peligro en el horizonte. 
 Luego sigue con el triángulo amoroso entre Oria Allyahan (Candice Night) y los dos hijos del Rey Taetius: Talon (Glenn Hughes) y Torek (Thomas Rettke). Después de la muerte de su padre, Torek se convirtió en el rey de Aina. Pero, cuando Talon es el que gana la mano de lady Oria en matrimonio, el huye del reino. Torek se hace amigo de la raza de los Krakhon, donde él se convierte en una mezcla de rey y deidad para ellos; y el toma el nombre de Sorvahr, que es su dios. Rápidamente, Sorvahr forma un ejército de los Krakhon y los lleva a una guerra contra todo el mundo. Eventualmente el asedia y toma el control de Aina, echando de allí a su hermano, Talon, a su esposa y a su hija, Oria y Oriana. En un esfuerzo para preservar su reino, Talon envía a Oriana lejos de él, donde pueda estar a salvo. Mientras tanto, Sorvahr viola a Oria, quien eventualmente da a luz a Syrius. Ignorantes de sus vínculos, Oriana y Syrius se conocen y caen  enamorados. Cuando la pareja alcanza la adultez, Talon vuelve al reino, con un nuevo ejército para retomar el trono de Aina. Talon lleva a Oriana con él para que lo ayude a dirigir el ejército; adicionalmente Sorvahr también lleva consigo a Syrius para dirigir su ejército. Cuando los dos se encuentran en batalla, ellos declaran una tentativa paz en el campo de batalla. La paz es rota cuando Sorvahr mata a Syrius. Oriana entonces pelea contra Sorvahr y lo derrota en el campo de batalla. Entonces ella toma el trono del reinstalado Reino de Aina.

## Lista de canciones

### Disco 1: Days Of Rising Doom
1. "Aina Overture" - 2:01
2. "Revelations" - 5:29
3. "Silver Maiden" - 5:00
4. "Flight Of Torek" - 5:21
5. "Naschtok Is Born" - 4:39
6. "The Beast Within" - 3:17
7. "The Siege Of Aina" - 6:50
8. "Talon's Last Hope" - 6:10
9. "Rape Of Oria" - 3:05
10. "Son Of Sorvahr" - 2:58
11. "Serendipity" - 4:04
12. "Lalae Amer" - 4:13
13. "Rebellion" - 4:01
14. "Oriana's Wrath" - 6:13
15. "Restoration" - 4:55

### Disco 2: The Story Of Aina
1. "The Story Of Aina" - 15:08
2. "The Beast Within" - (single version) - 3:43
3. "Ve Toura Sol-Rape Of Oria" - (Ainae version) - 3:05
4. "Flight Of Torek" - (single version) - 3:33
5. "Silver Maiden" - (alternate version) - 4:59
6. "Talon's Last Hope" - (demo) - 5:46
7. "The Siege Of Aina" - (single version) - 3:55
8. "The Story Of Aina" - (instrumental) - 15:08[12]

## Personal
- Robert Hunecke-Rizzo (Luca Turilli, Rhapsody of Fire, Kamelot) - batería, guitarra, & bajo
- Sascha Paeth (Luca Turilli, Rhapsody of Fire, Kamelot) - productor
- Michael "Miro" Rodenberg (Luca Turilli, Rhapsody of Fire, Kamelot) - tecladista & arreglista
- Amanda Somerville (Luca Turilli, Epica) - compositora & vocalista: Maiden Voice and Oriana's Conscience

### Cantantes
- Glenn Hughes (Deep Purple, Black Sabbath) - Talon
- Michael Kiske (ex-Helloween) - Narrador
- Andre Matos (ex-Shaaman, ex-Angra) - Tyran
- Candice Night (Blackmore's Night) - Oria
- Sass Jordan - Oriana
- Tobias Sammet (Edguy, Avantasia) - Narrador
- Marco Hietala (Nightwish, Tarot) - Syrius
- Sebastian Thomson - Narrador
- Damian Wilson (Ayreon, Star One, Landmarq, ex-Threshold) - King Tactius
- Thomas Rettke (Heaven's Gate) - Torek (Sorvahr)
- Olaf Hayer (Luca Turilli) - Baktúk
- Cinzia Rizzo (Luca Turilli, Rhapsody, Kamelot) -

- Rannveig Sif Sigurdardoffir (Kamelot) -
- Simone Simons (Epica) -
- Oliver Hartmann (At Vance) and Herbie Langhans (Luca Turilli, Seventh Avenue) - Los Profetas
- The Trinity School Boys Choir
  - Dirigido por David Swinson

### Músicos
- Olaf Reitmeier (Virgo) - guitarras acústicas en "Revelations" & "Serendipity"
- Derek Sherinian (ex-Dream Theater) - Solo de teclado en "The Siege of Aina"
- Jens Johansson (Stratovarius, Yngwie Malmsteen, Dio) - Solo de teclado on "Revelations"
- T.M. Stevens (Steve Vai, Tina Turner) - Bajo en "Son of Sorvahr"
- Axel Naschke (Gamma Ray)- Órgano en "Son of Sorvahr"
- Erno "Emppu" Vuorinen (Nightwish, Altaria) - Solo de guitarra en "Rebellion"
- Thomas Youngblood (Kamelot, Ian Parry) - Solo de Guitarra en "Lalae Amêr"
- Erik Norlander (Ayreon, Ambeon) - Solo de batería en "Rebellion"[13]